# Krasnogłów modry
Krasnogłów modry, łowiec niebieskogłowy (Actenoides hombroni) – gatunek średniej wielkości ptaka z rodziny zimorodkowatych (Alcedinidae). Jest endemitem Filipin. Przez IUCN jest klasyfikowany jako gatunek najmniejszej troski (LC, ang. Least Concern).

## Systematyka
Gatunek ten został zilustrowany w atlasie zwierząt stanowiącym część wydanej w latach 40. XIX wieku wielotomowej publikacji Voyage au Pôle Sud et dans l’Océanie, sur les corvettes „l’Astrolabe” et „la Zélée” dokumentującej podróż dookoła świata okrętów „l’Astrolabe” i „la Zélée” pod dowództwem Jules’a Dumonta d’Urville’a. W 1850 roku w Conspectus generum avium Karol Lucjan Bonaparte nadał przedstawionemu na tej ilustracji ptakowi binominalną nazwę Actenoides hombroni; jako miejsce typowe błędnie wskazał Oceanię.
Obecnie nie wyróżnia się podgatunków. Wcześniej niektórzy autorzy wyróżniali dwa podgatunki Actenoides h. hombroni i Actenoides h. burtoni. Krasnogłów modry bywał czasem łączony z krasnogłowem plamistym (A. lindsayi) i sundajskim (A. concretus) w jeden gatunek – Actenoides lindsayi.

### Etymologia
- Actenoides: gr. ακτις aktis, ακτινος aktinos „promień, blask, splendor”; -οιδης -oidēs „przypominający”[13].
- hombroni: od nazwiska Jacques’a Bernarda Hombrona (1798–1852) – francuskiego lekarza okrętowego i przyrodnika[14].

## Morfologia
Średniej wielkości ptak o dużym, szerokim u nasady, czerwonym dziobie z brązowo-czarną częścią górnej szczęki od strony głowy. Nogi i stopy w kolorze od oliwkowo-brązowego do pomarańczowego. Tęczówki ciemnobrązowe. Występuje dymorfizm płciowy. Samce mają ciemną fioletowoniebieską głowę i wąsy. Czoło i górna część głowy nieco ciemniejsze. Policzki, pokrywy uszne, kark rudy z czarniawymi zakończeniami piór tworzącymi wzór łusek. Gardło i podgardle białe. Grzbiet i skrzydła zielono-niebieskie z maleńkimi rdzawymi plamkami. Zad niebieski, ogon ciemnofioletowo-niebieski. Spód ciała rudy, nieco bledszy na brzuchu, z czarniawymi prążkami w kształcie łusek w górnej części (na piersi i górnych partiach boków). Samice mają bardziej zieloną głowę, słabo zarysowane zielonkawe wąsy. Grzbiet i skrzydła oliwkowozielone z płowożółtymi plamkami, ogon zielononiebieski. Młode osobniki są bardziej matowe od dorosłych.
Długość ciała 27 cm. Pozostałe wymiary na podstawie Hilary Fry Kingfishers, Bee-eaters and Rollers:
|                       | Samiec  | Samica  |
| --------------------- | ------- | ------- |
| Długość skrzydła (mm) | 116–131 | 118–131 |
| Długość dzioba (mm)   | 46-54   | 45-52   |
| Długość ogona (mm)    | 85–99   | 83–101  |
| Długość skoku (mm)    | 18–20   | 18–19   |
| Masa ciała (g)        | 108–124 | 106–147 |

## Zasięg występowania
Krasnogłów modry jest endemitem filipińskiej wyspy Mindanao. Występuje na terenach położonych w przedziale wysokości 800–2400 m n.p.m., zazwyczaj powyżej 1000 m n.p.m., rzadko niżej – do 100 m n.p.m. Jego zasięg występowania (EOO, Extent of Occurrence) według szacunków organizacji BirdLife International obejmuje około 140 tys. km², a liczba subpopulacji szacowana jest na 10–30.

## Ekologia
Głównym habitatem krasnogłowa modrego są pierwotne lasy deszczowe, wilgotne górskie lasy tropikalne i lasy mgliste, sporadycznie spotykany jest w lasach wtórnego wzrostu i lasach zdegradowanych. Jest gatunkiem osiadłym. Żyje pojedynczo lub w parach. Dieta tego gatunku składa się głównie z dużych owadów: m.in. prostoskrzydłych (Orthoptera), chrząszczy (Coleoptera) i ich larw, ale także ze ślimaków, płazów bezogonowych i niewielkich gadów. Sporadycznie żywi się rybami. Długość pokolenia jest określana na 4,2 roku.

### Rozmnażanie
Nie ma wielu informacji na temat rozmnażania i gniazdowania. Okres lęgowy trwa co najmniej od marca do maja, być może nawet od stycznia do lipca.

## Status
W Czerwonej księdze gatunków zagrożonych IUCN krasnogłów modry od 2024 roku jest klasyfikowany jako gatunek najmniejszej troski (LC, ang. Least Concern); wcześniej uznawano go za gatunek narażony (VU, ang. Vulnerable). Liczebność populacji nie jest znana, ale prawdopodobnie nadal liczy dziesiątki tysięcy osobników. BirdLife International ocenia trend liczebności populacji jako prawdopodobnie lekko spadkowy głównie z powodu utraty i degradacji siedlisk leśnych, jednak znaczna część zasięgu leży w odległych rejonach górskich, gdzie wylesianie odbywa się na niewielką skalę.